# Louis-Albert Vachon

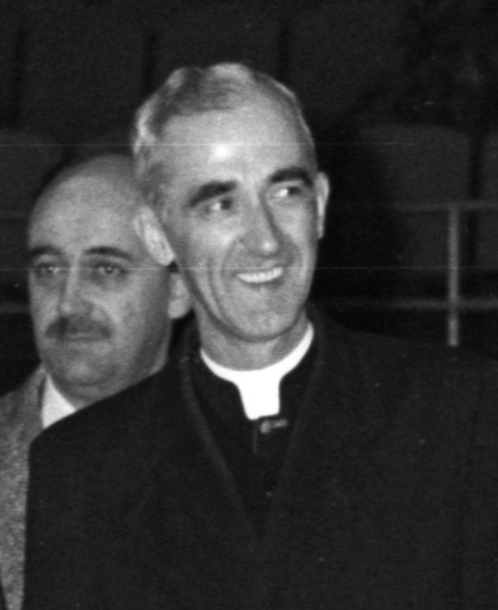
Louis-Albert Vachon als Generalvikar von Québec (1961)

Kardinalswappen

Louis-Albert Kardinal Vachon, CC (* 4. Februar 1912 in Saint-Frédéric (Québec), Kanada; † 29. September 2006 in Québec, Kanada) war von 1981 bis 1990 Erzbischof von Québec.

## Leben
Louis-Albert Vachon studierte in Quebec die Fächer Philosophie und Katholische Theologie und empfing am 11. Juni 1938 das Sakrament der Priesterweihe. Im Rahmen weiterführender Studien promovierte er in Rom zum Doktor der Theologie. Nach seiner Rückkehr nach Kanada wirkte er als Dozent an der Universität Laval, wo er von 1960 bis 1972 auch Leitungsaufgaben als Vizerektor und Rektor übernahm.
1960 wurde er zum Generalvikar des Erzbistums Québec ernannt. Am 4. April 1977 ernannte ihn Papst Paul VI. zum Titularbischof von Mesarfelta und Weihbischof im Erzbistum Quebec. Die Bischofsweihe spendete ihm am 14. Mai desselben Jahres Erzbischof Maurice Roy. Nachdem dieser mit Erreichen der Altersgrenze von 75 Jahren bei Papst Johannes Paul II. seinen Rücktritt eingereicht hatte, wurde Vachon im März 1981 sein Nachfolger als Erzbischof von Quebec.
Papst Johannes Paul II. nahm ihn im Konsistorium vom 25. Mai 1985 als Kardinalpriester mit der Titelkirche San Paolo della Croce a „Corviale“ in das Kardinalskollegium auf. Er war von 1987 bis 1993 Mitglied der Kongregation für den Klerus.
Am 17. März 1990 legte er die Leitung des Erzbistums aus Altersgründen nieder. Später lebte er aus gesundheitlichen Gründen einige Jahre in einem Altersheim bei Quebec. 2006 starb Kardinal Vachon im Alter von 94 Jahren.

## Auszeichnungen
- Order of Canada (Companion, 1969)[2]
- Ordre national du Québec (Offizier, 1985)[3]